# Executiewaarde
De executiewaarde is het bedrag (de waarde) van een goed dat dit object bij gedwongen verkoop naar verwachting zal opbrengen en wordt vastgesteld door taxatie.
Deze waarde ligt lager dan de nieuwwaarde van het goed. De koper weet immers dat de verkoper snel van het goed af moet en zal daarom een lagere koopprijs eisen. Bovendien zal het goed in veel gevallen ook nog eens niet nieuw zijn.
Banken trachten om die reden vaak leners die in financiële problemen zitten aan te moedigen tot vrijwillige onderhandse verkoop van het verhypothekeerde object. Dit is relatief voordelig voor beiden: de bank ziet een groter deel van de schuld afgelost, de lener heeft een kleinere of geen restschuld of houdt er zelfs een bedrag aan over (maar raakt uiteraard wel zijn huis kwijt).

## Hypotheek executiewaarde
De executiewaarde voor de berekening van de hypotheek van bestaande huizen is doorgaans 80 - 85% en van nieuwbouw 90% van de geschatte prijs die het huis op zou brengen bij normale verkoop. Bij het aanvragen van een hypothecaire lening wordt uitgegaan van deze executiewaarde voor het bepalen van de hoogte van de hypotheek. De maximale hypotheek was meestal 125% van de executiewaarde.

## Marktwaarde vervangt executiewaarde
Sinds 1 januari 2013 is de executiewaarde afgeschaft. Banken hanteren nu de marktwaarde als uitgangspunt. Wel werken de meeste banken intern nog met een rekenformule waarbij ze op basis van de marktwaarde zelf een executiewaarde vaststellen. Taxateurs stellen deze waarde niet meer vast.